# 1975 في الجزائر
فيما يلي قوائم الأحداث التي وقعت خلال عام 1975 في الجزائر.

## أفلام
من الأفلام التي صدرت هذه السنة في الجزائر:
- 1 يناير – أولاد نوفمبر من إخراج موسى حداد.
- 1 يناير – وقائع سنين الجمر من إخراج محمد الأخضر حمينة.
- 1 يناير – أولاد نوفمبر من إخراج موسى حداد.

## مواليد

### يناير
- 1 يناير – أمل إبراهيم جلول
- 6 يناير – طارق غول لاعب كرة قدم جزائري.
- 8 يناير – سفيان داود لاعب كرة قدم جزائري.[1]

### فبراير
- 7 فبراير – توفيق بوسحاقي
- 7 فبراير – رفيق صايفي لاعب كرة قدم جزائري.[2]

### مايو
- 13 مايو – فارس فلاحي لاعب كرة قدم جزائري.[3]
- 14 مايو – سليم إيلاس سبّاح جزائري.

### يونيو
- 14 يونيو – مولاي حدو لاعب كرة قدم جزائري.[4]

### أكتوبر
- 20 أكتوبر – سليمان رحو لاعب كرة قدم جزائري.[5]
- 22 أكتوبر – فضيل دوب لاعب كرة قدم جزائري.

## وفيات

### مارس
- 30 مارس – محمد راسم (مواليد 1896) فنان جزائري.